# MIVEC

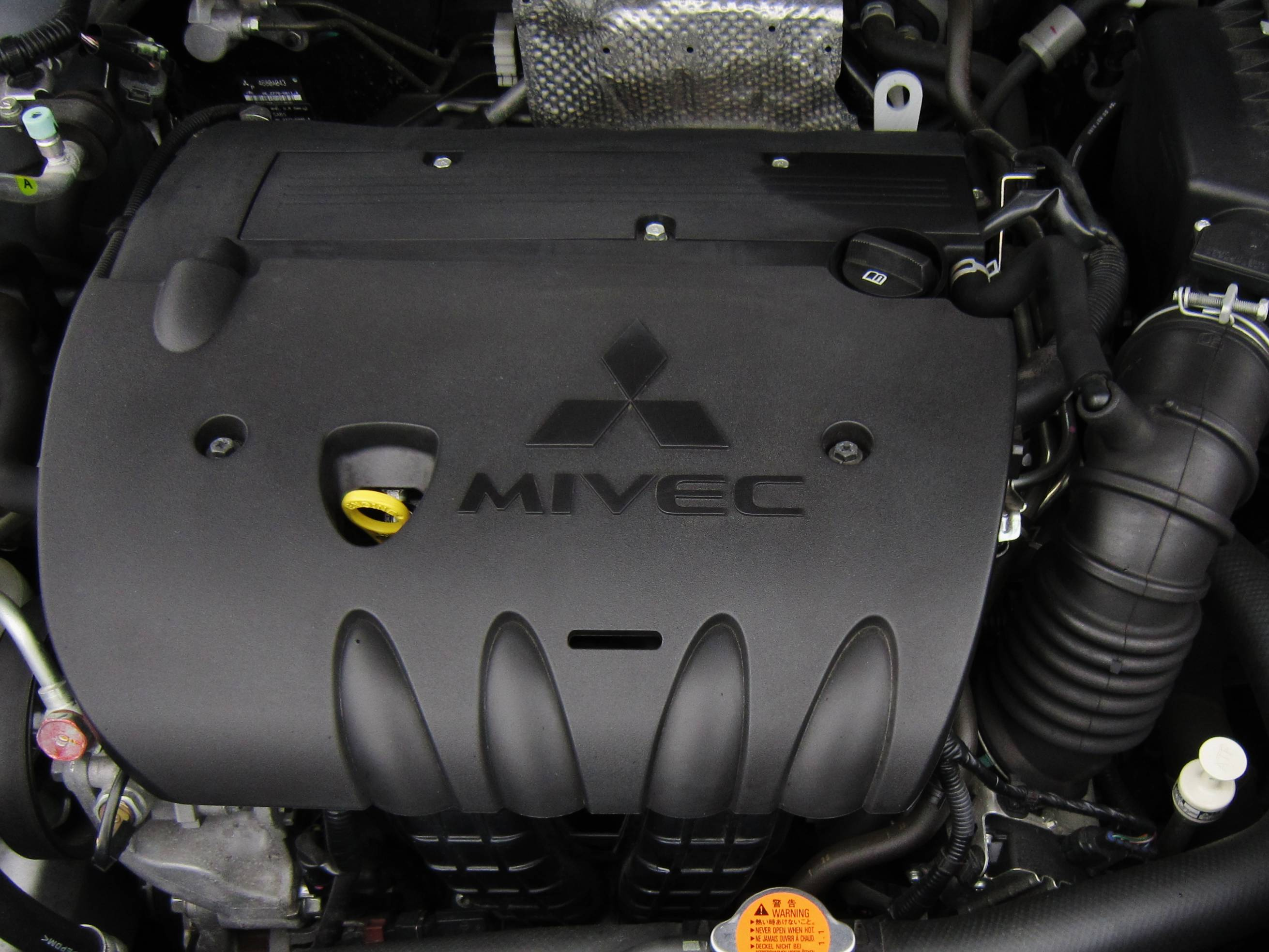
4B11 MIVEC engine

MIVEC (Mitsubishi Innovative Valve timing Electronic Control system) is de algemene benaming voor alle verbrandingsmotoren uitgerust met variabele kleptiming technologie van Mitsubishi Motors. MIVEC-technologie maakt nokkenasverstelling mogelijk op zowel de inlaat- als uitlaatnokkenas. Hierdoor beschikt de motor over meer vermogen en koppel over een groter toerenbereik, een lager brandstofverbruik en uitstoot van schadelijke emissies.
De eerste implementatie van MIVEC vond plaats in 1993 met de 1,6 liter 4G92-MIVEC motor in de Mitsubishi Mirage Cyborg-ZR en Mitsubishi Lancer MR (modelcode CA4A en CB4A). In die tijd heette deze technologie Mitsubishi Innovative Valve timing and lift Electronic Control.
De standaard DOHC 4G92 motor werd vervangen door motorblokken met MIVEC. De vroege 4G92 motor beschikt over 106,65 kW of 145 DIN pk bij 7000 tpm en 149 Nm koppel bij 5500 tpm. De toevoeging van de MIVEC-technologie verhoogt het vermogen en koppel naar 128,71 kW of 175 DIN pk bij 7500 tpm en 166,71 Nm bij 7000 tpm.
In 2005 bracht de introductie van de 4B1 motorenserie een ander mechanisme in de werking van MIVEC. De technologie veranderde de operatie naar een continue variabele kleptiming op zowel de inlaat- als uitlaatnokkenas.
De introductie van de 4J1 motorenserie in 2011 veranderde de werking van MIVEC nogmaals. De DOHC-configuratie werd vervangen voor een SOHC-ontwerp. Deze iteratie van MIVEC is actief op de inlaatnokkenas en kan zowel de kleptiming als kleplichthoogte gelijktijdig en voortdurend verstellen.
De 4N13 en 4N14 dieselmotoren waren 's werelds eerste dieselmotoren met implementatie van variabele kleptiming (inlaatnokkenas).

## MIVEC-MD
MIVEC-MD (Modular Displacement) is een technologie toegepast op de 4G92 motor welke variabele cilinderinhoud en cilinderuitschakeling mogelijk maakt. Deze technologie schakelt twee cilinders uit als de motorbelasting relatief laag is door de kleppen gesloten te houden. Dit levert een geclaimde brandstofbesparing van 10-20% op.